# Encore - Live and Direct
Encore - Live and Direct je první koncertní album německé skupiny Scooter. Bylo vydáno roku 2002 a je na něm 18 písniček. Album je záznam koncertu, který se uskutečnil v německém Kölnu v rámci turné ke kompilaci „Push The Beat For This Jam“. Koncert vyšel také na DVD Encore (The Whole Story).

## Seznam skladeb
1. "Posse (I Need You On The Floor)" - 5:03
2. "We Bring The Noise" - 3:59
3. "R U :-)?" - 5:25
4. "Aiii Shot The DJ" - 3:27
5. "Faster Harder Scooter" - 3:56
6. "I'm Raving" - 4:04
7. "Call Me Mañana" - 4:20
8. "Fuck The Millenium" - 4:09
9. "Am Fenster" - 6:01
10. "Eyes Without A Face" - 3:44
11. "No Fate" - 4:12
12. "How Much Is The Fish?" - 6:52
13. "Ramp! (The Logical Song)" - 4:45
14. "The Age Of Love" - 3:06
15. "Fire" - 3:14
16. "Endless Summer" - 3:23
17. "Hyper Hyper" - 2:37
18. Special bonus track: "Nessaja" - 3:28